# Quadrufita
La quadrufita és un mineral de la classe dels silicats, que pertany al grup de la murmanita. El nom es deriva del nombre de grups fosfat en la fórmula (QUADR = quatre) i en al·lusió al fet que es considerava un fosfat.

## Característiques
La quadrufita és un silicat de fórmula química Na14Ca₂Ti₄(Si₂O₇)₂(PO₄)₂O₂F. Cristal·litza en el sistema triclínic en forma de flocs, aplanats en {001}, i formant de vegades sobrecreixements epitaxials sobre lomonossovita i sobolovita.
Segons la classificació de Nickel-Strunz, la quadrufita pertany a «09.BE - Estructures de sorosilicats, amb grups Si₂O₇, amb anions addicionals; cations en coordinació octaèdrica [6] i major coordinació» juntament amb els següents minerals: wadsleyita, hennomartinita, lawsonita, noelbensonita, itoigawaïta, ilvaïta, manganilvaïta, suolunita, jaffeïta, fresnoïta, baghdadita, burpalita, cuspidina, hiortdahlita, janhaugita, låvenita, niocalita, normandita, wöhlerita, hiortdahlita I, marianoïta, mosandrita, nacareniobsita-(Ce), götzenita, hainita, rosenbuschita, kochita, dovyrenita, baritolamprofil·lita, ericssonita, lamprofil·lita, ericssonita-2O, seidozerita, nabalamprofil·lita, grenmarita, schüllerita, lileyita, murmanita, epistolita, lomonossovita, vuonnemita, sobolevita, innelita, fosfoinnelita, yoshimuraïta, polifita, bornemanita, shkatulkaïta, bafertisita, hejtmanita, bykovaïta, nechelyustovita, delindeïta, bussenita, jinshajiangita, perraultita, surkhobita, karnasurtita-(Ce), perrierita-(Ce), estronciochevkinita, chevkinita-(Ce), poliakovita-(Ce), rengeïta, matsubaraïta, dingdaohengita-(Ce), maoniupingita-(Ce), perrierita-(La), hezuolinita, fersmanita, belkovita, nasonita, kentrolita, melanotekita, til·leyita, killalaïta, stavelotita-(La), biraïta-(Ce), cervandonita-(Ce) i batisivita.

## Formació i jaciments
Es troba en ultraagpaitiques pegmatites. Sol trobar-se associada a altres minerals com: nefelina, sodalita, analcima, albita, arfvedsonita, aegirina, cancrisilita, ussinguita, makatita, vil·liaumita, polifita, lomonossovita o sobolovita. Va ser descoberta l'any 1992 al mont Al·luaiv, a la península de Kola (óblast de Múrmansk, Rússia), l'únic indret on se n'ha trobat.